# Chazé-Henry
Chazé-Henry ist eine Ortschaft und eine Commune déléguée in der französischen Gemeinde Ombrée d’Anjou mit 759 Einwohnern (Stand: 1. Januar 2022) im Département Maine-et-Loire in der Region Pays de la Loire. Sie gehörte zum Arrondissement Segré und zum Kanton Segré. Chazé-Henry ist ein Ortsteil der Gemeinde Ombrée d’Anjou. Die Einwohner werden Chazéens genannt.
Die Gemeinde Chazé-Henry wurde am 15. Dezember 2016 mit neun weiteren Gemeinden, namentlich La Chapelle-Hullin, Combrée, Grugé-l’Hôpital, Noëllet, Pouancé, La Prévière, Saint-Michel-et-Chanveaux, Le Tremblay und Vergonnes zur neuen Gemeinde Ombrée d’Anjou zusammengeschlossen.

## Lage
Der Ort Chazé-Henry liegt am Fluss Araize an der Grenze zum Département Mayenne, 19 Kilometer ostnordöstlich von Châteaubriant.

## Bevölkerungsentwicklung
| Jahr                       | 1962 | 1968 | 1975 | 1982 | 1990 | 1999 | 2006 | 2013 |
| -------------------------- | ---- | ---- | ---- | ---- | ---- | ---- | ---- | ---- |
| Einwohner                  | 1194 | 1124 | 1017 | 1075 | 1046 | 940  | 891  | 852  |
| Quellen: Cassini und INSEE |      |      |      |      |      |      |      |      |

## Sehenswürdigkeiten
- Kirche Saint-Jean-Baptiste aus dem 13. Jahrhundert
- Kapelle Saint-Claude
- Domäne und Herrenhaus von Champjust aus dem 16. Jahrhundert

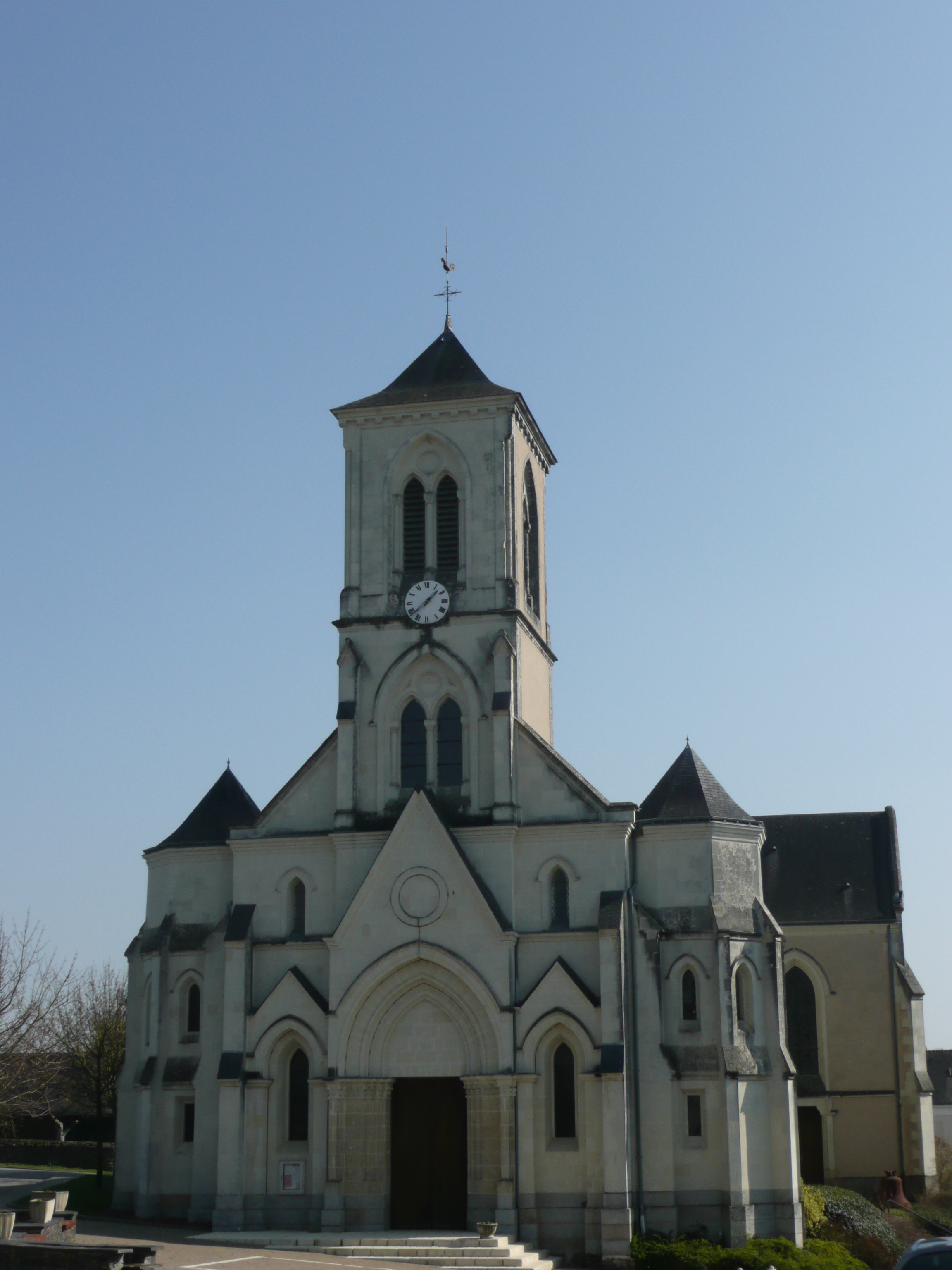
Kirche Saint-Jean-Baptiste
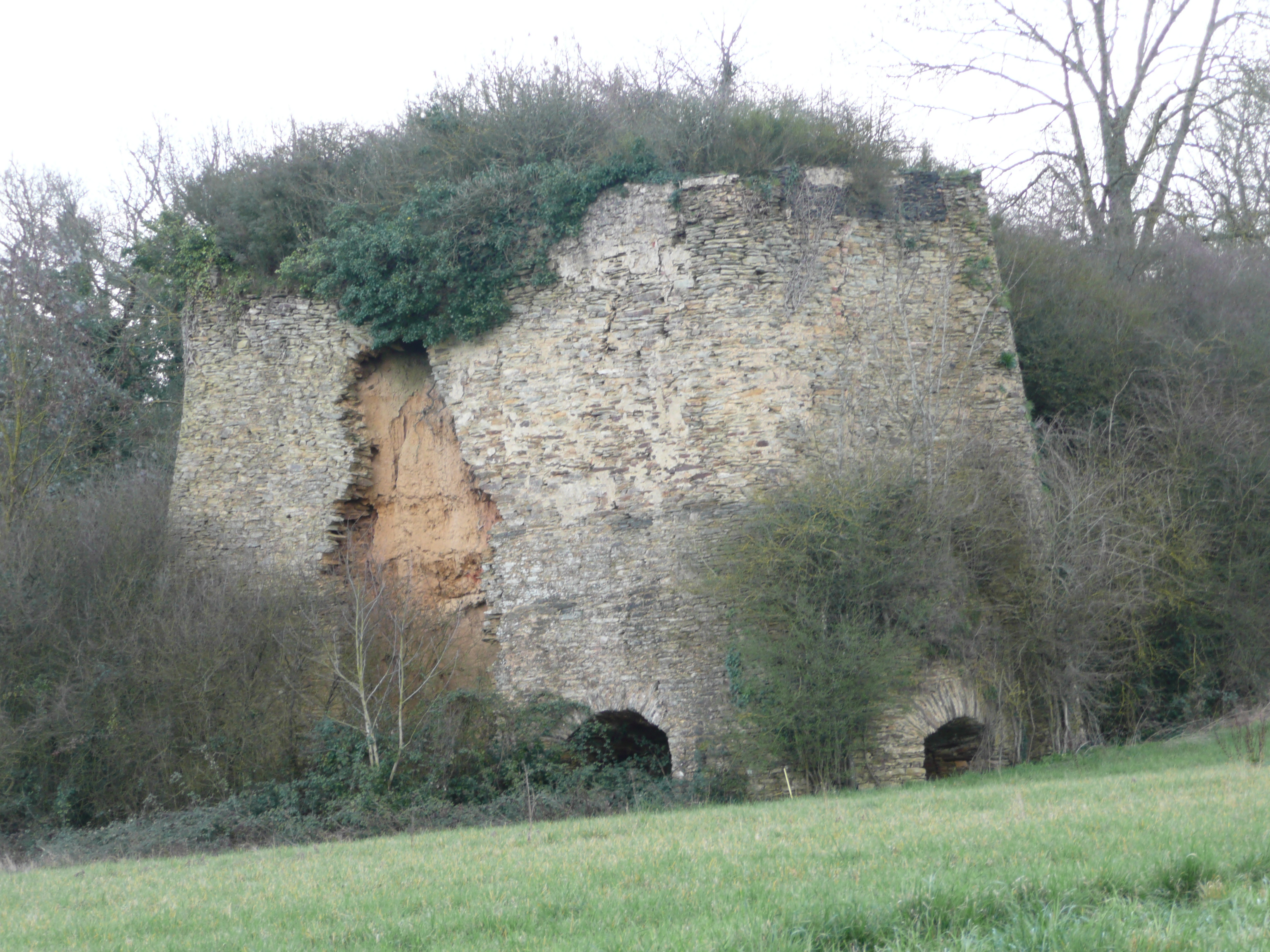
Alter Kalkofen